# Robert Blum
Robert Blum (født 27. november 1900 i Zürich - død 10. december 1994 i Bellikon, Schweiz) var en schweizisk komponist, dirigent, professor og lærer.
Blum studerede komposition på Musikkonservatoriet i Zürich hos bl.a. Volkmar Andreae og Carl Vogler. Tog herefter til Berlin, hvor han studerede direktion og komposition på Ferruccio Busoni's seminarer. Han har skrevet 10 symfonier, orkesterværker, kammermusik, operaer, koncertmusik, korværker, filmmusik etc. Han er nok mest kendt i dag for sin filmmusik. Blum underviste som professor og lærer i komposition og kontrapunkt på Musikkonservatoriet i Zürich.

## Udvalgte værker
- Symfoni nr. 1 (1923) - for orkester
- Symfoni nr. 2 (1926) - for for blandet kor, orgel og orkester
- Symfoni nr. 3 (1927) - for orkester
- Symfoni nr. 4 (1959) - for orkester
- Symfoni nr. 5 (1965) -  for kammerorkester
- Symfoni nr. 6 (1969) - for orkester
- Symfoni nr. 7 (1961) - for herrekor og blæserorkester
- Symfoni nr. 8 "Seldwyla" (1968) - for orkester
- Symfoni nr. 9 (1975) - for strygeorkester
- Symfoni nr. 10 "Pentatonisk hymne" (1980) - for bassanger, blandet kor og orkester
- "Den dobbelte Matthias" (1941) - filmmusik
- "Spøgelses huset" (1942) - filmmusik
- "Heidi" (1952) - filmmusik
- "Vagtmester Studer" (1940) - filmmusik